# (2699) Kalinin
(2699) Kalinin est un astéroïde de la ceinture principale.

## Description
(2699) Kalinin est un astéroïde de la ceinture principale. Il fut découvert le 16 décembre 1976 à Nauchnyj par Lioudmila Tchernykh. Il présente une orbite caractérisée par un demi-grand axe de 2,64 UA, une excentricité de 0,17 et une inclinaison de 16,1° par rapport à l'écliptique.

## Compléments